# Honnaghatta, Dod Ballapur
Honnaghatta là một làng thuộc tehsil Dod Ballapur, huyện Bangalore Rural, bang Karnataka, Ấn Độ.